# Odessa Zastawa I
Odessa Zastawa I (ukr. Одеса-Застава I) – stacja kolejowa w miejscowości Odessa, w obwodzie odeskim, na Ukrainie. Największa towarowa stacja kolejowa w mieście.